# Deontay Wilder vs. Tyson Fury
Deontay Wilder vs. Tyson Fury var en professionel boksekamp, der fandt sted den 1. december 2018 i Staples Center i Los Angeles. Den forsvarende WBC-sværvægtmester Deontay Wilder mødte udfordreren og tidligere WBA (Super), WBO, IBF, IBO og The Ring-sværvægtsmester, Tyson Fury. Kampen endte uafgjort; en dommer tildelte den forsvarende mester Wilder sejren med 115-111, en dommer gav Fury sejren med 114-112 og den tredje dommer scorede kampen uafgjort 113-113. Wilder beholdt således titlen.
Wilder havde forinden 40 sejre i 40 kampe og Fury 27 sejre i 27 kampe. Fury var i gulvet i 9. og 12. omgang af kampen.
Kampen blev bokset i Staples Center i Los Angeles foran 17.698 tilskuere.

## Optakt
Den 27. september, 2018 blev kampen endelig officielt annonceret til at finde sted den 1. december, hvor valget af arena var Staples Center i Los Angeles, til fordel for arenaer i Las Vegas og New York. En tre-bys press tour blev også annonceret med London, New York og Los Angeles der skulle besøges i løbet af tre dage, hvilket begyndte den 1. oktober og sluttede den 3. oktober.

## Udsendelse
Kampen vistes live på Showtime pay-per-view i USA og på BT Sport box office i Storbritannien, hvilket gjorde det den første sværvægtskamp der både blev pay-per-view i USA og Storbritannien siden Lennox Lewis boksede mod Mike Tyson i 2002.